# Pentidotea australis
Pentidotea australis là một loài chân đều trong họ Idoteidae. Loài này được Hale miêu tả khoa học năm 1924.